# Plasmaskärning

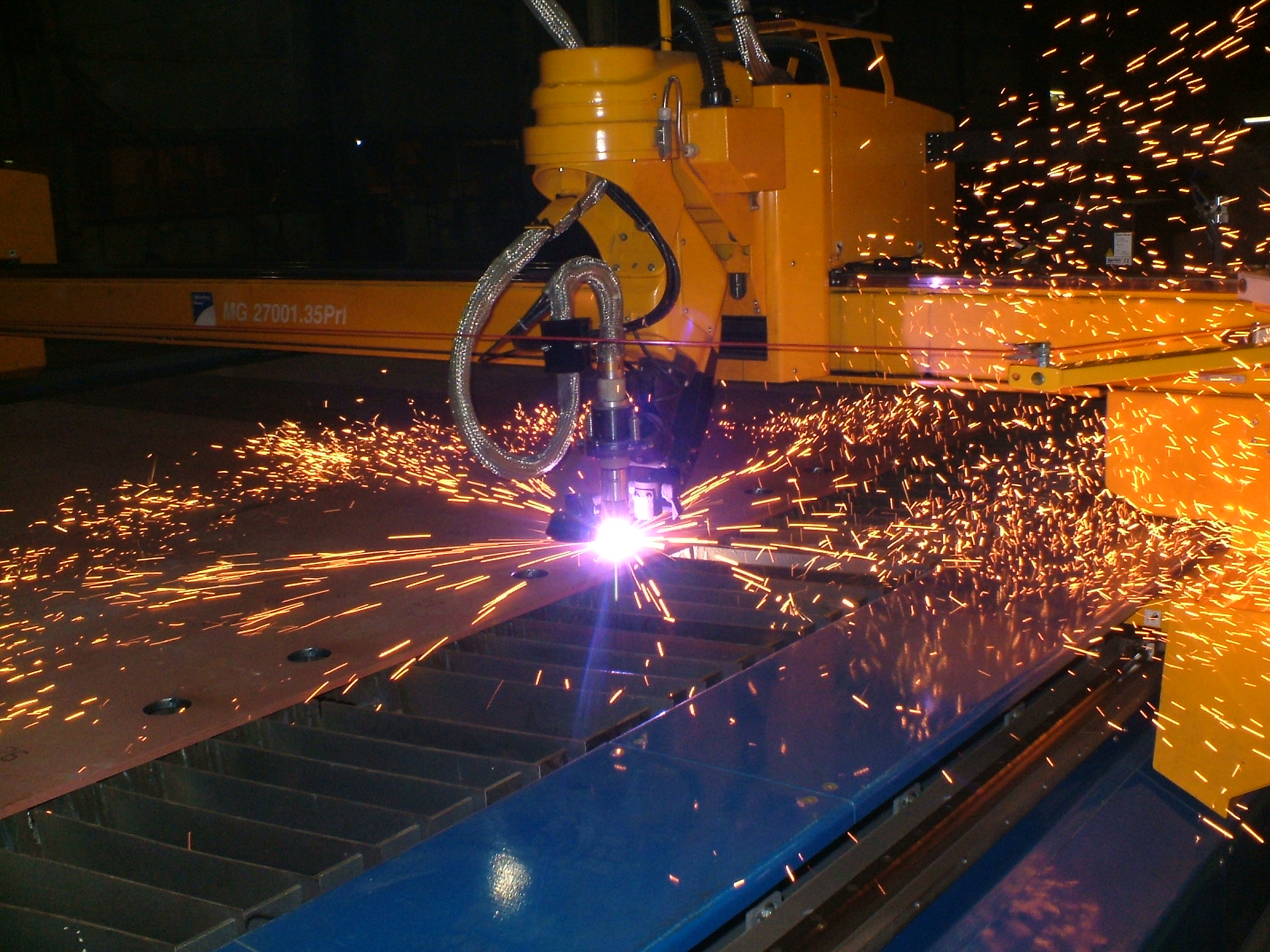
Plasmaskärning med en CNC-maskin

En plasmaskärare skapar en ljusbåge mellan skärelektroden och det bearbetade materialet. Det är ljusbågen (plasmat) som hettar upp det elektriskt ledande materialet, till exempel stål, rostfritt, aluminium, mässing, m.m. som man vill bearbeta. Tryckluft, och i vissa fall, någon annan gas, skär (blåser bort) det upphettade materialet och skapar därmed ett skärsnitt. Temperaturen i ljusbågen kan bli 30 000 grader Celsius.